# Орос, Чаба
Ча́ба О́рос (венг. Csaba Orosz; 10 августа 1971, Дунайска-Стреда) — словацкий гребец-каноист венгерского происхождения, выступал за сборную Словакии в середине 1990-х годов. Участник летних Олимпийских игр в Атланте, бронзовый призёр чемпионата мира, серебряный призёр чемпионата Европы, победитель многих регат национального и международного значения.

## Биография
Чаба Орос родился 10 августа 1971 года в городе Дунайска-Стреда Трнавского края. Активно заниматься греблей начал в раннем детстве, проходил подготовку в Братиславе, состоял в одноимённом столичном спортивном клубе.
Первого серьёзного успеха на взрослом международном уровне добился в 1994 году, когда попал в основной состав словацкой национальной сборной и побывал на чемпионате мира в Мехико, откуда привёз награду бронзового достоинства, выигранную среди четырёхместных экипажей на дистанции 500 метров — в решающем заезде его обошли только команды Венгрии и Румынии. Будучи одним лидеров гребной команды Словакии, благополучно прошёл квалификацию на Олимпийские игры 1996 года в Атланте, где вместе с партнёром Петером Палешом показал восьмой результат на пятистах метрах и седьмой на тысяче метрах.
В 1997 году Орос выступил на возобновлённом европейском первенстве в болгарском Пловдиве и получил там серебро в программе каноэ-четвёрок на дистанции 200 метров. Вскоре по окончании этих соревнований принял решение завершить карьеру профессионального спортсмена, уступив место в сборной молодым словацким гребцам.